# Регір Петро Петрович
Петро Петрович Регір (рос. Пётр Петрович Регир, 1851—1919) — російський підприємець і судновласник, купець Першої гільдії. Засновник і власник судноплавної компанії «П.Регір и син» (Peter Regier & Son of Odessa and Mariupol).

## Життєпис
Петро Петрович Регір народився в родині німецьких колоністів-меннонітів. Прізвища Регір (Регер) були дуже поширені в німецьких колоніях півдня імперії: Паство, Альтонау, Фірстенау, Руднервайде . Загальним предком «Молочановскіх» Регіров був Корнеліус Регір, старшина німецьких меноннітов-анабаптистів із Західної Пруссії, який  очолив переселення менонітів в Російську імперію. Він помер 30 травня 1794 року під час своєї місії в меноннітскіх колоніях Хортицький волості, де і похований.
Україна на рубежі 19-20 століть стала одним з найбільш розвинених сільськогосподарських регіонів Європи. В цьому була значна частина праці менонітів і німецьких колоністів. Річний грошовий оборот деяких підприємств, якими володіли меноніти становив мільйони рублів, і багато з них були орієнтовані на виробництво товарного зерна.
І саме на торгівлі зерном П. Регір заробив свій перший капітал. У 1880-х роках він придбав — англійський колісний паровий буксир «Успіх», для транспортування барж, які збирали зерно по всьому Азовському узбережжю, і доставляли на великотоннажні судна, що стояли на рейді. З цього буксира і почалася історія однієї з найбільших судноплавних компаній імперії. У 1889 році Петро Петрович реєструє в Санкт-Петербурзі компанію «Пароплавство Регіра П. П.», купує в Англії перший вантажний пароплав «Натфорд», перейменований в «Прогрес» і орендує пароплав «Інженер Авдаков» у маріупольського купця Д. А. Хараджаева. Ці судна використовуються для перевезення вугілля з Маріуполя в Константинополь і інші порти Чорного моря.
У 1891 Регір отримує свідоцтво купця першої гільдії, що дає йому законне право здійснювати оптову торгівлю російськими та іноземними товарами на території імперії і по всьому світу.

### Флот Регіра
Пароплавство швидко зростає, в тому числі завдяки діловим зв'язкам Регіра з головою Ради гірничопромисловців Півдня Росії Миколою Степановичем Авдакова
К  1914 року судноплавні компанії П. П. Регіра володіють. десятком судів сумарною вантажопідйомністю 36 300 т і повної місткістю 24 626 брт (в тому числі і такі великі судна як «Росія» в 4604 БРТ, «Великоросія» в 3849 БРТ, «Белороссія» в 3658 БРТ) і займають за цими показниками в списку російських судноплавних товариств п'яте місце. За 25 років П. П. Регір, без будь-якої підтримки з боку уряду у вигляді державних субсидій, помільной плати і т. ін.,  зумів до початку Першої світової війни створити одну з найбільших судноплавних компаній в Імперії, в яку крім власне пароходів входили судноремонтний завод і артіль вантажників для завантаження іноземних судів. Компанія «П.Регір і син» (Peter Regier & Son of Odessa and Mariupol) внесена в міжнародний морський довідник «Регістр Ллойда», із зображенням персонального прапора і знака на трубах суден. Прапор пароплавів П. Регіра був зелено-біло-зеленим з чорним колом в центрі. У 1911 Петро Регір засновує «Російське товариство комерційного пароплавства» з правлінням в Санкт-Петербурзі і головною конторою в Одесі. До Правління входили: П. П. і П. П. мл. Регіри, А. Я. Фельдман (надвірний радник, потомствений почесний громадянин) В  1913 основний капітал компанії становив 1 млн руб.

### Перша світова війна та Жовтневий переворот
Родина Регірів також брала активну участь в різних сферах суспільного життя країни та Маріуполя. Петро Регір старшій  був членом портового присутності, а також Повітового відділення Губернського тюремного комітету в Маріуполі, неодноразово брав участь у з'їздах представників промисловості і торгівлі Російської імперії.
П. Регір-молодший був членом правління Чорноморського Товариства взаємного страхування судновласників, організував Асоціацію судновласників Азово-Чорномор'я, очолював Комітет З'їздів судновласників, був учасником Одеського Чорноморського яхт-клубу.
Війна принесла свої корективи: в 1915 р.  по військово-судновий повинності пароплави «Інженер Авдаков», «Малоросія», «Белороссія», «Протектор» і «Бессарабія», що належали  Петру Регіру, були залучені в розпорядження командувача транспортної флотилії Чорного моря.  Потім був Жовтневий переворот 1917 р Сім'я Регіров активно допомагала Білому Руху. Дружина Регіра-, Єфросинія Прокопівна, як головуюча Благодійного товариства в Одесі, фінансувала відправку офіцерів Добровольчої Армії на Дон. Багато учасників Білого руху зобов'язані життям пароплаву «Петро Регір», на якому здійснювалася евакуація врангелевцев з кримської Феодосії в Константинополь.
Сам Петро Петрович, з нез'ясованих причин, повернувся до Маріуполя.
Існує міська легенда, що він повернувся за скарбом, який був захован  в підземному ході, який вів з особняка до пристані. Це звичайно мало ймовірно, бо сім'я перевела всі капітали за кордон на передодні перевороту. Так чи інакше, це залишилося загадкою, як і смерть самого Петра Регіра в 1919 р
На сьогодні відомо єдине свідоцтво про смерть Петра Петровича. Це публікація Герберта Віллса (Herbert Wills), англійського кореспондента в Екарінодарской фірмі «Пітер Регір і брати Свороно», яку 29 серпня 1919 р опублікувала канадська газета «The Daily Colonist» (г. Вікторія).
Герберт Виллс був безпосереднім учасником і так описує ці трагічні події: «Коли більшовицькі нерегулярні війська вторглися до Маріуполя, вони увірвалися в приватні оселі, почали грабувати магазини і крамниці, і стали жорстоко поводитися з жителями. Вони зажадали» внесок 75000 рублів (7500 £) від пана Регіра серед інших . " Петро Петрович протягом тижня піддавався жорстоким тортурам і був розстріляв в будівлі митниці. . Його тіло було вивезено за межі міста і кинуто абсолютно голим на купі гною, де пролежала протягом декількох днів. Нікому не дозволялося поховати його. Зрештою тіло було частково з'їдено собаками.
Перед загибеллю Регір старший, через пана Віллса, встиг передати вказівки своєму синові який знаходився в Одесі.
П. Регір-молодший був одружений з дочкою багатого Одеського домовласника Ольгою Гнатівною Івановою. У 1919 р він переніс діяльність фамільної компанії Регіров в Лондон, де пароплавство було зареєстровано під назвою «Регір шиппінг компані» (Regier Shipping Co. LTD). В 1937 р  він розпродав судна, ліквідував компанію і переїхав до Швейцарії.

### Судна компанії «Регір шиппінг компані» (Regier Shipping Co. LTD)
- «Росія» (до 1920)
- «Thamesmede» (1925)
- «Gwladys» (1924—1927)
- «Doverton» (1925-27)
- «Starlight» (1921-26)
- «Новоросія» (з 1920 під ім'ям «Cromerton» (1919-22), «Інженер Авдаков», перейменований в «Silverlight» (до 1923)
- «Білорусія» (1919-27, з 1920 називається — «Balderton»)
- «Бессарабія» (повернена в 1919, перейменована в 1920 як «Greylight» (до 1925).

## Особисте життя
Дочка, Марія, дружина барона Анатолія Олександровича фон Фальц-Фейна, племінника Ф. Е. фон Фальц-Фейна, засновника заповідника «Асканія-Нова» та Лідії Фальц-Фейн-Набокової-Пейкер. Вони так само проживали  в Швейцарії.
У 2018 році на своїй віллі в Вадуці (Ліхтенштейн) в результаті пожежі, на 107 році життя загинув барон Едуард Олександрович фон Фальц-Фейн, брат чоловіка Марії Петрівни.
Про прямих нащадків Петра Петровича Регіра невідомо.
Знаменитий фамільний особняк Регірів на Італійській вулиці, який був рекомендований до списку пам'яток архітектури в 1994  році, сьогодні занедбаний і руйнується катастрофічними темпами.

## Наукові роботи та публікації
- 1. 4 Черговий з'їзд представників промисловості і торгівлі. :, Доповідь П. П. Регіра: «Про мито на суду іноземної споруди і про заохочення вітчизняного суднобудування». — [1909]. -
- 2. Регір П. П. Записка П. П. Регіра з питання про встановлення строкової лінії Одеса — Лондон. — Одеса: тип. Акц. Південно-Рус. О-ва печ. справи, 1911.
- 3. Регір П. П. Доповідь з приводу законопроекту «про навігаційних премії» / [Соч.] П. П. Регіра. — Одеса: тип. Акц. Південно-Рус. О-ва печ. справи, [1915].
- 4. Регір П. П. Доповідь П. П. Регіра XXXV З'їзду гірничо-промисловців на Півдні Росії з питання: Про морські перевезення донецького вугілля в порти Балтійського моря. — Харків: тип. Б. Бенгіс, [1910].